# 小涡螺
小涡螺（学名：Fulgoraria minima），是新腹足目涡螺科闪电涡螺属的一种。主要分布于越南、台湾，常栖息在深海。